# Melitaea macromaculata
Melitaea macromaculata är en fjärilsart som beskrevs av Belter 1934. Melitaea macromaculata ingår i släktet Melitaea och familjen praktfjärilar. Inga underarter finns listade i Catalogue of Life.